# ゲッティンゲン・ヘンデル音楽祭

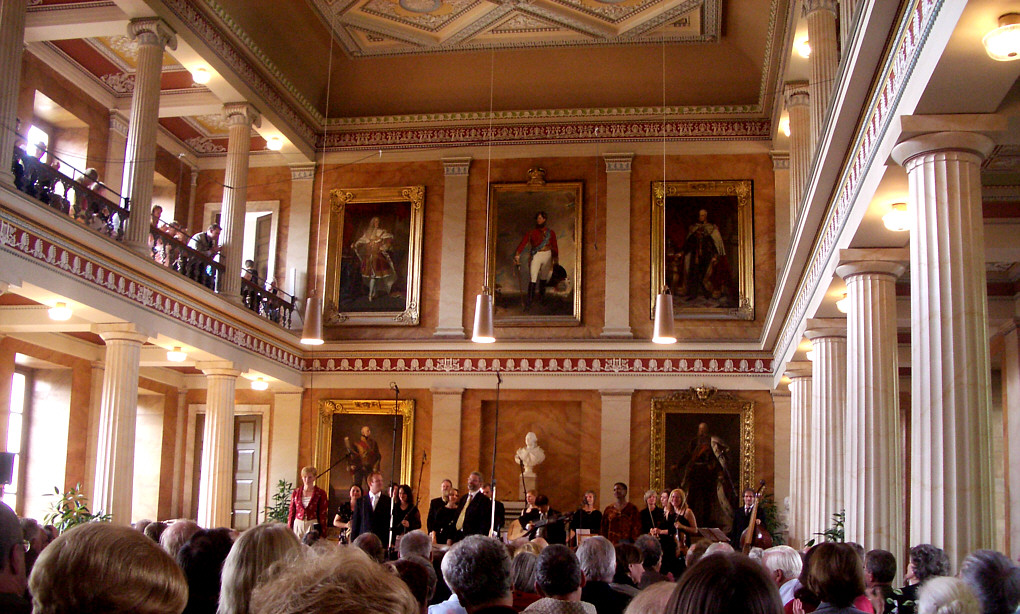
ゲッティンゲン大学でのコンサート（2005年）

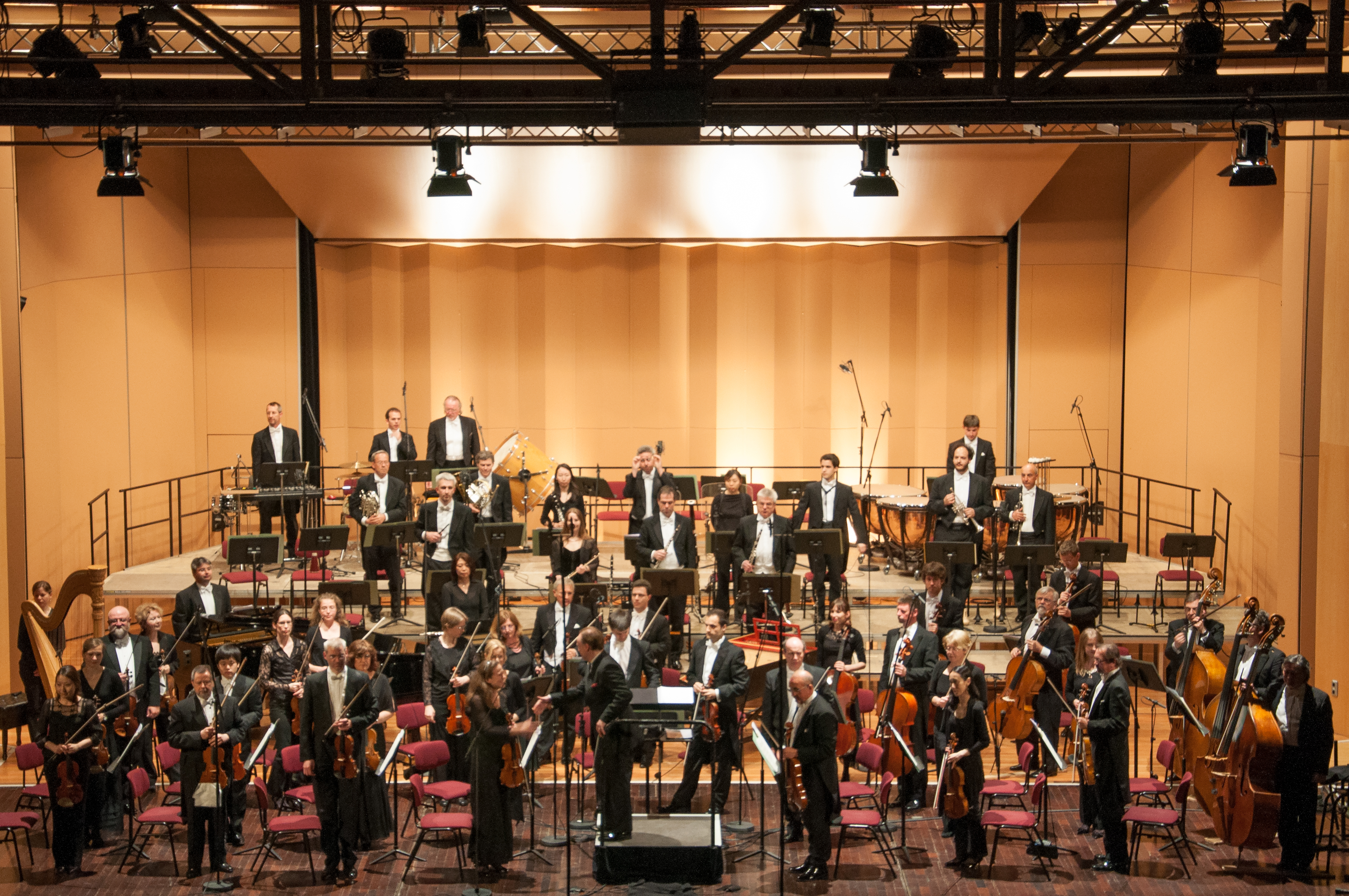
2013年の音楽祭でのゲッティンゲン交響楽団の演奏

ゲッティンゲン・ヘンデル音楽祭（ドイツ語: Internationale Händel-Festspiele Göttingen）は、ドイツのゲッティンゲンで毎年開催されるバロック音楽の音楽祭。

## 概要
1920年6月26日に最初の音楽祭が開催され、ゲオルク・フリードリヒ・ヘンデルのオペラ『ロンバルディア王妃ロデリンダ』が上演された。その後、『ゲルマニア王オットーネ』（1921年）、『エジプトのジュリアス・シーザー』（1922年）、『セルセ』（1923年）、『エツィオ』（1924年）と続いた。以降、音楽祭では他ジャンルの曲も演奏するようになり、ヘンデルの作品の再発見と演奏機会の増大に大きな役割を果たしてきた。現在では通常、ヘンデルのオペラ1作といくつかのオラトリオが上演され、他にヘンデルおよび同時代の作曲家の室内楽作品が演奏される。1981年から1990年までジョン・エリオット・ガーディナーが芸術監督を務めた。2006年にはバロック音楽を専門に演奏するゲッティンゲン音楽祭オーケストラが創設された。2010年には12日間の開催期間中に22000人を動員している。